# Zinifex
Zinifex est une ancienne entreprise australienne qui faisait partie de l'indice S&P/ASX 50. Elle a fusionné avec Oxiana pour former OZ Minerals.

## Historique
Au début du XXIe siècle, elle est le troisième producteur mondial de zinc ; elle envisage alors de se diversifier sur d'autres métaux, notamment le nickel. En 2008, elle fusionne avec Oxiana dans OZ Minerals ; la nouvelle entreprise devient alors le numéro 2 mondial du zinc.